# Acquasanta Terme
Acquasanta Terme ist eine italienische Gemeinde (comune) mit 2453 Einwohnern (Stand 31. Dezember 2023) in der Provinz Ascoli Piceno in den Marken. Die Gemeinde liegt etwa 16,5 Kilometer südwestlich von Ascoli Piceno am Tronto und grenzt unmittelbar an die Provinz Teramo. Ascquasanta Terme ist Teil der Comunità Montana del Tronto sowie des Parco nazionale del Gran Sasso e Monti della Laga.

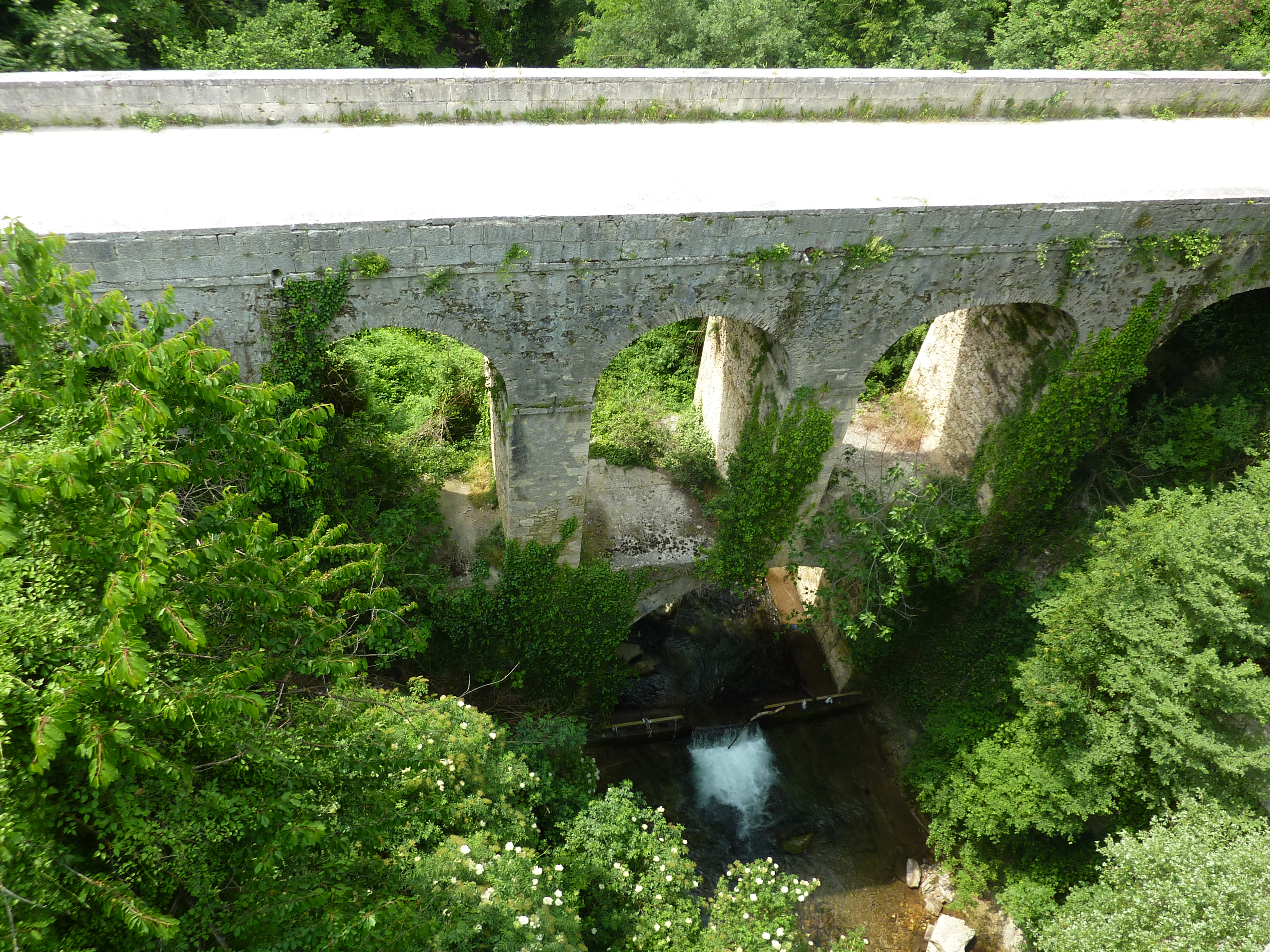
Römische Brücke im Ortsteil Garrafo

## Geschichte
In lateinischen Urkunden und auf Lateinisch beschrifteten Karten wurde Acquasanta Terme als Vicus ad Aquas (Siedlung am Wasser) oder Pagus ad acquas (Flur am Wasser) bezeichnet.

## Verkehr
Durch die Gemeinde führt die Strada Statale 4 Via Salaria von Rom nach Ascoli Piceno.